# سپرزدارویان
سپرزدارویان تیره‌ای از سرخس‌تباران است که بیشتر ویژه نواحی گرمسیری هستند و هاگینهٔ sorus خطی دارند